# Антинемцы

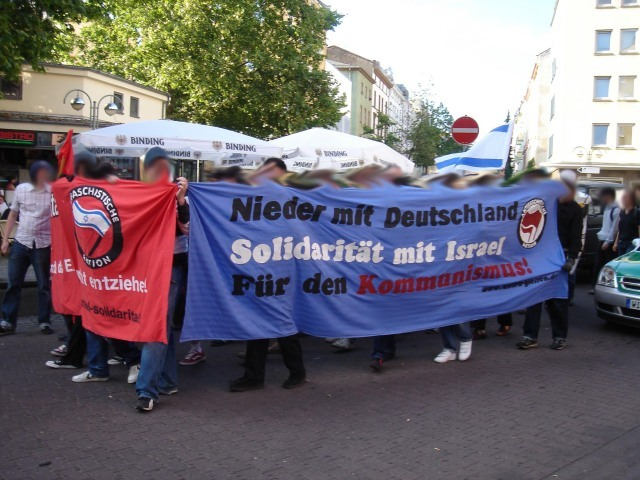
«Антинемцы» на демонстрации во Франкфурте (2006 г.)

«Антинемцы» (нем. Antideutsche) — общее название для ряда немецких леворадикальных группировок, выступающих против не абстрактного капиталистического государства как такового, а только против Германии. Несмотря на свою малочисленность (Deutsche Welle оценивает общую численность «антинемцев» на 2006 год между 500 и 3000 человек), они часто становятся героями новостных репортажей благодаря своим эпатажным лозунгам и акциям.
Идеологически, «антинемцы» противопоставляют себя как немецким националистам, так и «традиционным» левым антикапиталистам, чью идеологию они обвиняют в «структурном антисемитизме». В отличие от традиционных «антиимпериалистических» европейских левых, в большинстве своем выступающих в арабо-израильском конфликте с пропалестинских позиций, «антинемцы» последовательно выступают на стороне Израиля. Поддержка других сил, являющихся «империалистическими» с традиционной точки зрения леворадикалов, также характерна для «антинемцев» — так, в частности, «антинемецкое» издание «Bahamas» поддержало вторжение США и их союзников в Ирак в 2003 году, представляя Джорджа Буша в качестве «миротворца». В то же время многие «антинемцы» выступали против участия Германии в операции НАТО против Югославии в 1999 году, считая это проявлением немецкого империализма.
Истоки «антинемецкого» движения лежат в протестах против объединения Германии в 1990 году, на которых впервые прозвучал лозунг «Nie wieder Deutschland!», являющийся переделкой антифашистского лозунга «Nie wieder Faschismus!» (рус. «Фашизм — никогда больше!») (по другим сведениям, он произошел от ответа Марлен Дитрих на предложение вернуться в постнацистскую Германию после эмиграции в США). По мнению авторов этого лозунга, объединение страны могло открыть путь к возрождению немецкого национализма и милитаризма. Значительную роль в этих протестах играла организация Kommunistischer Bund (KB), изначально имевшая маоистскую ориентацию, но в конце 1980-х гг. начавшая позиционировать себя как ведущую организацию «недогматических левых» (нем. undogmatische Linke) в ФРГ. KB отличались от других немецких левых своим пессимистическим взглядом на исторический процесс и перспективы социалистической революции в ФРГ — по их мнению, очередной кризис капитализма приведет не к росту популярности социалистических идей, а к приходу к власти ультраправых сил, как то уже произошло в Германии в начале 1930-х гг. События 1990 года вызвали раскол внутри KB, в результате которого наиболее «непримиримая» часть организации начала выпуск своего печатного органа под названием Bahamas, впоследствии ставшим основным изданием «антинемецкого» толка, наряду с Jungle World. «Антинемецкие» материалы появлялись также и в более «традиционных» левых изданиях Германии, таких как konkret и Junge Welt.

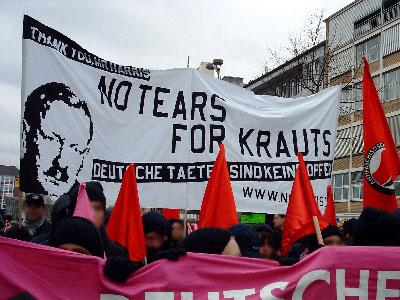

Одной из самых эпатажных акций «антинемцев», принесших этому движению известность в масштабах Германии, стала демонстрация в память о 50-й годовщине бомбардировки Дрездена, на которую они вышли с лозунгами «Немецкие преступники — не жертвы!» (нем. "Deutsche Täter sind keine Opfer!") и «Бомбардировщик Харрис, сделай это снова!», а также с флагами США, Великобритании и Израиля — что сами участники движения объяснили как протест против попыток выставить нацистский режим жертвой бомбардировок Великобритании и США. Впоследствии такие акции стали проводиться ежегодно. На данный момент движение продолжает существовать; его сторонниками, в частности, являются участники группы Egotronic.